# Lingam

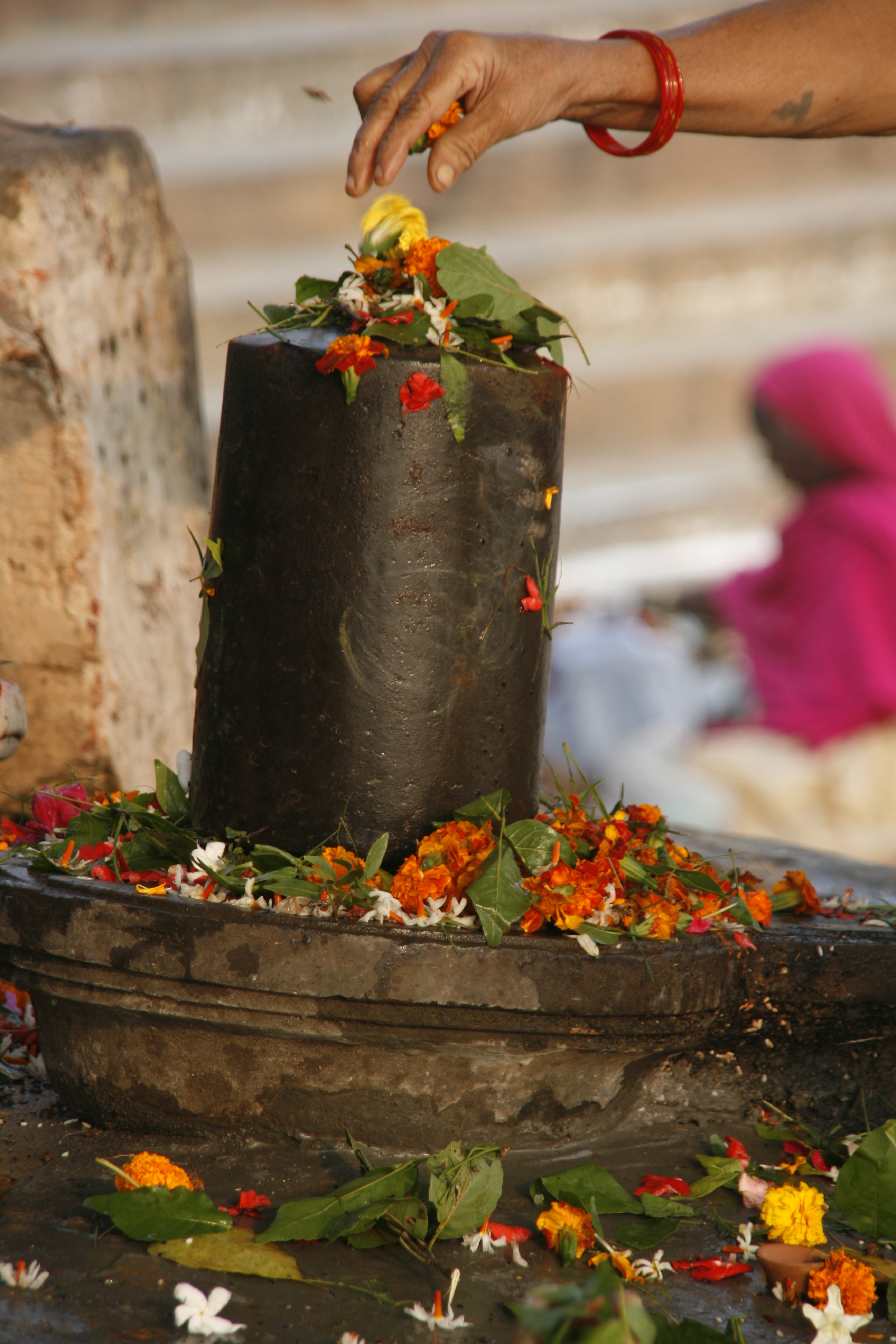
Oferendas tradicionais de flores num lingam em Varanasi

Lingam  ou linga (em sânscrito:  लिङ्गं,liṅgaṃ, com o significado "marco", "sinal" or "inferência") é uma representação da divindade hindu Xiva e usado para orações em templos hindus. Na sociedade tradicionalista indiana, o lingam é visto como símbolo da energia e potencial de Deus ou do próprio Xiva.
O lingam é muitas vezes representado ao lado do yoni (sânscrito para "origem", "fonte" ou "ventre"), um símbolo da shákti, a energia criativa feminina. A união do lingam e do yoni representa "a indivisibilidade do homem e da mulher, o espaço passivo e o tempo ativo a partir do qual toda a vida tem origem".